# Кандалакшский берег
Кандала́кшский бе́рег — берег в северной части Кандалакшского залива Белого моря. Простирается от вершины Кандалакшского залива до устья Варзуги. Имеет несколько глубоко врезающихся заливов-губ (Колвицкая, Порья и другие), вдоль берега — ряд островов (наиболее крупные — Медвежий, Власов и Хедостров). Участки моря, прилегающие к берегу, являются местом рыбного промысла. Восточная часть от полуострова Турий низкая слабо расчленённая, к западу высокая и скалистая. На берегу хвойная растительность. Важнейший порт — Кандалакша. Другие населённые пункты на берегу — Колвица, Лувеньга, Кузрека, Умба и Оленица.